# ヘルクレス座ラムダ星
ヘルクレス座λ星 (ヘルクレスざラムダせい、λ Herculis / λ Her) は、ヘルクレス座の恒星で4等星。

## 概要
ウィリアム・ハーシェルが太陽向点を計算したときにはこの星に向かっているとしたが、現在はο星の方向であるとされている。
ヘリウム核融合が始まる前か、既にその時期を終えてしまったのかのどちらかであると考えられており、後者であれば近いうちに現在の12倍以上も明るく輝くようになり、その後ミラ型変光星となるものと予測されている。

## 名称
固有名のマシム (Maasym) は、「手首」という意味のアラビア語 al-mi‘ṣam に由来する。これは、アラビア語訳されたアルマゲストでο星に対して使われていたものが、ルネサンス期に誤ってこの星に使われるようになったものである。2016年9月12日、国際天文学連合の恒星の命名に関するワーキンググループ (Working Group on Star Names, WGSN) は、Maasym をλ星の固有名として正式に承認した。